# Ceratophyllum

Classificação Filogenética (APG)

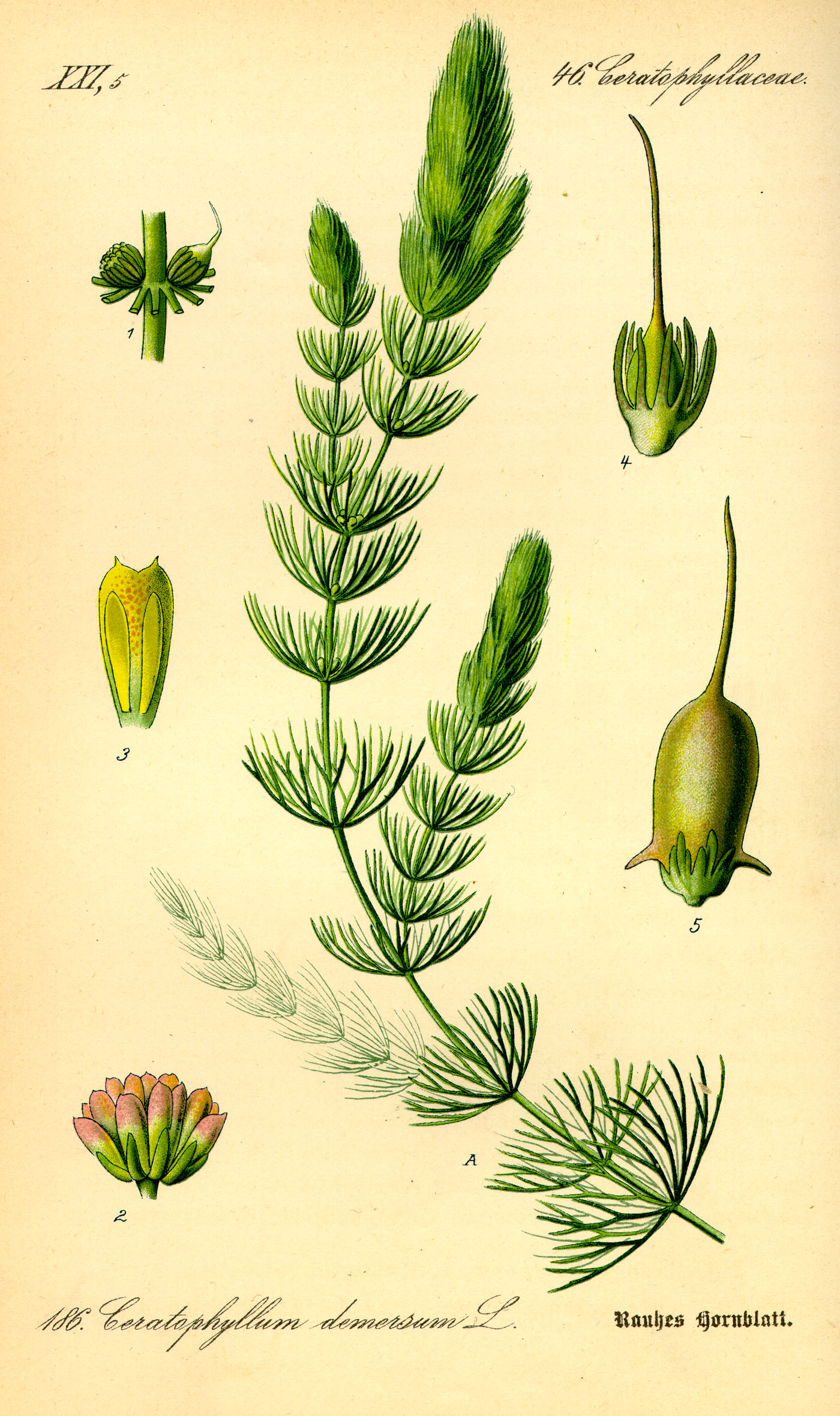
Ceratophyllum demersum (ilustração).

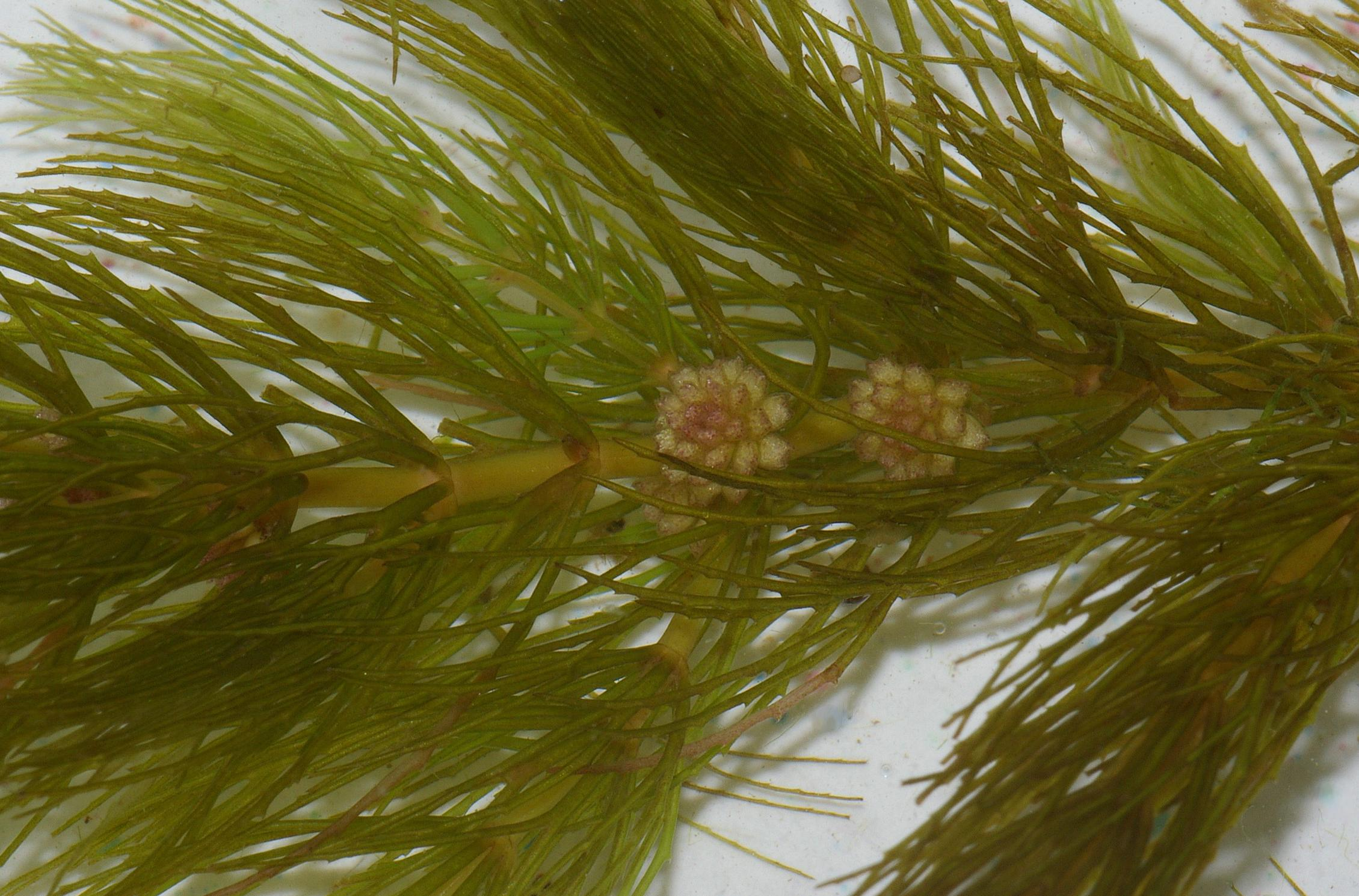
Inflorescência masculina de Ceratophyllum demersum.

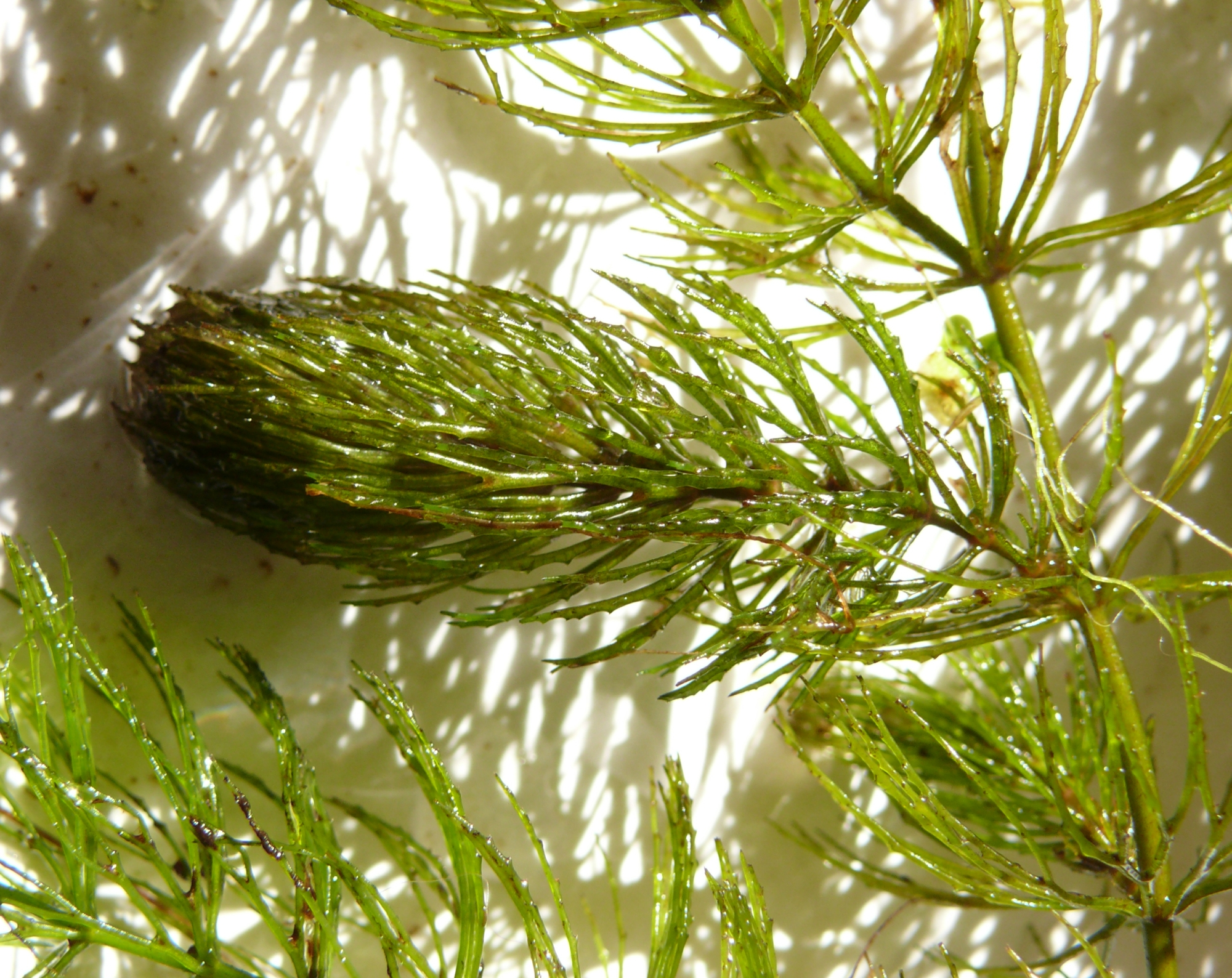
Ceratophyllum demersum.

Ceratophyllum é um género de plantas com flor (divisão Magnoliophyta), o único género extante da família Ceratophyllaceae e da ordem Ceratophyllales (grupo irmão das eudicotiledóneas), que agrupa 4-6 espécies de plantas aquáticas. Estas plantas aquáticas não devem ser confundidas com as algas verdes do grupo Charophyceae, algumas das quais são morfologicamente bastante semelhantes.

## Descrição
Ceratophyllum é um género de plantas com flor com distribuição cosmopolita que inclui 4-6 espécies extantes aceites, comuns em lagoas, pântanos e riachos tranquilos das regiões tropicais e temperadas. É o único género extante da família Ceratophyllaceae, sendo ela própria a única família extante na ordem Ceratophyllales.
Os espécimes de Ceratophyllum consistem num eixo caulinar central com um caule tenso mas frágil, ao qual estão ligadas as folhas e também os eixos laterais. O eixo principal atinge um comprimento de cerca de 1 metro. As espécies de Ceratophyllum não têm raízes para as fixar no fundo. Flutuam livremente na água e absorvem os nutrientes através de estruturas semelhantes a raízes que se desenvolveram a partir de rebentos transformados. A planta continua a crescer numa extremidade enquanto morre na outra.
O Ceratophyllum cresce completamente submerso, geralmente, embora nem sempre, flutuando à superfície, e não tolera a seca. Os caules das plantas podem atingir 1-3 m de comprimento. Em intervalos ao longo dos nós do caule, produzem verticilos de folhas verdes brilhantes, estreitas e frequentemente muito ramificadas. As folhas bifurcadas são quebradiças e rígidas ao toque em algumas espécies, e mais macias noutras. As raízes estão completamente ausentes e faltam mesmo na fase embrionária, mas por vezes desenvolvem folhas modificadas com um aspeto de raiz, que ancoram a planta ao fundo. Também não existem estômatos.
As folhas são agrupadas em verticilos e bifurcam-se uma ou várias vezes consoante a espécie. Na espécie Ceratophyllum demersum, por exemplo, as folhas são de uma a duas vezes bifurcadas, verde-escuras e terminam em dois a quatro lóbulos rígidos, ásperos e lineares. Na espécie menos comum Ceratophyllum submersum, as folhas são verde-claras, mais finas e três a quatro vezes bifurcadas com cinco a oito lóbulos. A maioria dsa espécies geralmente só floresce nos verões quentes. De junho a setembro, formam-se pequenas flores esverdeadas discretas nas axilas das folhas.
As flores são pequenas e discretas, com as flores masculinas e femininas na mesma planta. Nos lagos, forma botões grossos (turiões) no outono, que se afundam no lodo dos fundos, dando a impressão de terem sido mortos pela geada, mas na primavera voltam a crescer e formam longos caules que enchem lentamente o lago.
As espécies de Ceratophyllum são monóicas. As flores, muito discretas, encontram-se nas axilas das folhas, mas dificilmente podem ser observadas. A fecundação e a formação de sementes também ocorrem debaixo de água. A planta propaga-se geralmente por reprodução vegetativa à medida em que as folhas quebradiças se soltam e dão origem a novas plantas. Em regra, no entanto, a planta propaga-se vegetativamente através da desintegração dos frágeis eixos dos rebentos na primavera. Um novo indivíduo cresce a partir de cada fragmento. Além disso, no outono formam-se botões de inverno mais fortes (turiões), que se desprendem e se afundam na vasa do fundo. Deles emergem também novas plantas na primavera.

### Morfologia
O género apresenta as seguintes características morfológicas:
- Plantas herbáceas totalmente submersas, não suportam períodos de emersão. Carecem de raízes, cutículas, estomas e tecidos lenhosos ou fibrosos; em ocasiões apresentam ramificações incolores que as fixam ao substrato. Possuem talos ramosos.
- Têm as folhas verticiladas, de 3 a 10 por nó, mais ou menos rígidas e frequentemente quebradiças, bifurcadas de uma a quatro vezes.
- As flores são unisexuais e solitárias, adaptadas à polinização hidrófila. As masculinas desenvolvem-se nas axilas das folhas. O perianto tem 8 a 12 peças lineares soldadas na base. Possuem numerosos estames com filamentos curtos ou sem eles. O ovário é súpero, solitário e unicarpelar.[3]
- O pólen não tem aberturas, é liso e com exina muito delgada.
- O fruto é em noz, adornado marginalmente ou na base, terminando em ponta espinhosa. A semente tem um embrião grande que carece de radícula. Os cotilédones são largos e carnudos.

### Distribuição e usos
O género Ceratophyllum está representado em todo o mundo por cerca de 4-6 (talvez até 10) espécies de água doce. As espécies de Ceratophyllum crescem em águas estagnadas ou de fluxo lento, quentes no verão, ricas em nutrientes, não raramente até em águas hipertróficas (poluídas). As populações deste género formam massas aquáticas flutuantes que proporcionam protecção aos peixes, albergando caracóis transmissores de bilharzia e larvas de mosquitos transmissores de paludismo.
Várias espécies destas plantas são usadas na decoração de aquários, sendo comum o seu usos em aquariofilia. Caracterizam-se por um forte crescimento e contribuem para melhorar a qualidade da água. A sua capacidade de absorver os nutrientes dissolvidos na água torna-as também adequadas para combater as algas. Contudo, apresenta características de espécie infestante em alguns ambientes lênticos.
Apesar do género ser de distribuição cosmopolita, descreveram-se mais de 30 espécies locais que não parecem ser mais do que variantes.

## Filogenia e taxonomia
As espécies deste género são muito diferentes de todas as outras plantas com flor. São provavelmente o grupo irmão das eudicotiledóneas, mas possivelmente também das monocotiledóneas ou das Chloranthaceae. O género Ceratophyllum foi estabelecido em 1753 por Carl von Linné em Species Plantarum'. O nome do género Ceratophyllum deriva das palavras gregas keras para 'chifre' e phyllon para 'folha'.
O género Ceratophyllum é considerado suficientemente distinto para merecer a sua própria família, Ceratophyllaceae. Foi considerado um parente de Nymphaeaceae e incluído em Nymphaeales no sistema de Cronquist, mas pesquisas recentes mostraram que não está intimamente relacionado com Nymphaeaceae ou qualquer outra família de plantas existente. Algumas filogenias moleculares iniciais sugeriam que era o grupo irmão de todas as outras angiospérmicas, mas investigações mais recentes sugerem que é o grupo irmão das eudicotiledóneas.  O sistema APG III colocou a família na sua própria ordem, a ordem Ceratophyllales. O sistema APG IV aceita a seguinte filogenia:
|  | monocotiledóneas                                                     |
|  |                                                                      |
|  | \| \| Ceratophyllales \| \| \| \| \| \| eudicotiledóneas \| \| \| \| |
|  |                                                                      |
|  | Ceratophyllales                                                      |
|  |                                                                      |
|  | eudicotiledóneas                                                     |
|  |                                                                      |

|  | Ceratophyllales  |
|  |                  |
|  | eudicotiledóneas |
|  |                  |

|  | monocotiledóneas                                                     |
|  |                                                                      |
|  | \| \| Ceratophyllales \| \| \| \| \| \| eudicotiledóneas \| \| \| \| |
|  |                                                                      |
|  | Ceratophyllales                                                      |
|  |                                                                      |
|  | eudicotiledóneas                                                     |
|  |                                                                      |

|  | Ceratophyllales  |
|  |                  |
|  | eudicotiledóneas |
|  |                  |

|  | monocotiledóneas                                                     |
|  |                                                                      |
|  | \| \| Ceratophyllales \| \| \| \| \| \| eudicotiledóneas \| \| \| \| |
|  |                                                                      |
|  | Ceratophyllales                                                      |
|  |                                                                      |
|  | eudicotiledóneas                                                     |
|  |                                                                      |

|  | Ceratophyllales  |
|  |                  |
|  | eudicotiledóneas |
|  |                  |

|  | monocotiledóneas                                                     |
|  |                                                                      |
|  | \| \| Ceratophyllales \| \| \| \| \| \| eudicotiledóneas \| \| \| \| |
|  |                                                                      |
|  | Ceratophyllales                                                      |
|  |                                                                      |
|  | eudicotiledóneas                                                     |
|  |                                                                      |

|  | Ceratophyllales  |
|  |                  |
|  | eudicotiledóneas |
|  |                  |

|  | monocotiledóneas                                                     |
|  |                                                                      |
|  | \| \| Ceratophyllales \| \| \| \| \| \| eudicotiledóneas \| \| \| \| |
|  |                                                                      |
|  | Ceratophyllales                                                      |
|  |                                                                      |
|  | eudicotiledóneas                                                     |
|  |                                                                      |

|  | Ceratophyllales  |
|  |                  |
|  | eudicotiledóneas |
|  |                  |

|  | monocotiledóneas                                                     |
|  |                                                                      |
|  | \| \| Ceratophyllales \| \| \| \| \| \| eudicotiledóneas \| \| \| \| |
|  |                                                                      |
|  | Ceratophyllales                                                      |
|  |                                                                      |
|  | eudicotiledóneas                                                     |
|  |                                                                      |

|  | Ceratophyllales  |
|  |                  |
|  | eudicotiledóneas |
|  |                  |

|  | monocotiledóneas                                                     |
|  |                                                                      |
|  | \| \| Ceratophyllales \| \| \| \| \| \| eudicotiledóneas \| \| \| \| |
|  |                                                                      |
|  | Ceratophyllales                                                      |
|  |                                                                      |
|  | eudicotiledóneas                                                     |
|  |                                                                      |

|  | Ceratophyllales  |
|  |                  |
|  | eudicotiledóneas |
|  |                  |

|  | monocotiledóneas                                                     |
|  |                                                                      |
|  | \| \| Ceratophyllales \| \| \| \| \| \| eudicotiledóneas \| \| \| \| |
|  |                                                                      |
|  | Ceratophyllales                                                      |
|  |                                                                      |
|  | eudicotiledóneas                                                     |
|  |                                                                      |

|  | Ceratophyllales  |
|  |                  |
|  | eudicotiledóneas |
|  |                  |

|  | monocotiledóneas                                                     |
|  |                                                                      |
|  | \| \| Ceratophyllales \| \| \| \| \| \| eudicotiledóneas \| \| \| \| |
|  |                                                                      |
|  | Ceratophyllales                                                      |
|  |                                                                      |
|  | eudicotiledóneas                                                     |
|  |                                                                      |

|  | Ceratophyllales  |
|  |                  |
|  | eudicotiledóneas |
|  |                  |

|  | monocotiledóneas                                                     |
|  |                                                                      |
|  | \| \| Ceratophyllales \| \| \| \| \| \| eudicotiledóneas \| \| \| \| |
|  |                                                                      |
|  | Ceratophyllales                                                      |
|  |                                                                      |
|  | eudicotiledóneas                                                     |
|  |                                                                      |

|  | Ceratophyllales  |
|  |                  |
|  | eudicotiledóneas |
|  |                  |

|  | monocotiledóneas                                                     |
|  |                                                                      |
|  | \| \| Ceratophyllales \| \| \| \| \| \| eudicotiledóneas \| \| \| \| |
|  |                                                                      |
|  | Ceratophyllales                                                      |
|  |                                                                      |
|  | eudicotiledóneas                                                     |
|  |                                                                      |

|  | Ceratophyllales  |
|  |                  |
|  | eudicotiledóneas |
|  |                  |

|  | monocotiledóneas                                                     |
|  |                                                                      |
|  | \| \| Ceratophyllales \| \| \| \| \| \| eudicotiledóneas \| \| \| \| |
|  |                                                                      |
|  | Ceratophyllales                                                      |
|  |                                                                      |
|  | eudicotiledóneas                                                     |
|  |                                                                      |

|  | Ceratophyllales  |
|  |                  |
|  | eudicotiledóneas |
|  |                  |

|  | monocotiledóneas                                                     |
|  |                                                                      |
|  | \| \| Ceratophyllales \| \| \| \| \| \| eudicotiledóneas \| \| \| \| |
|  |                                                                      |
|  | Ceratophyllales                                                      |
|  |                                                                      |
|  | eudicotiledóneas                                                     |
|  |                                                                      |

|  | Ceratophyllales  |
|  |                  |
|  | eudicotiledóneas |
|  |                  |

|  | monocotiledóneas                                                     |
|  |                                                                      |
|  | \| \| Ceratophyllales \| \| \| \| \| \| eudicotiledóneas \| \| \| \| |
|  |                                                                      |
|  | Ceratophyllales                                                      |
|  |                                                                      |
|  | eudicotiledóneas                                                     |
|  |                                                                      |

|  | Ceratophyllales  |
|  |                  |
|  | eudicotiledóneas |
|  |                  |

|  | monocotiledóneas                                                     |
|  |                                                                      |
|  | \| \| Ceratophyllales \| \| \| \| \| \| eudicotiledóneas \| \| \| \| |
|  |                                                                      |
|  | Ceratophyllales                                                      |
|  |                                                                      |
|  | eudicotiledóneas                                                     |
|  |                                                                      |

|  | Ceratophyllales  |
|  |                  |
|  | eudicotiledóneas |
|  |                  |

|  | monocotiledóneas                                                     |
|  |                                                                      |
|  | \| \| Ceratophyllales \| \| \| \| \| \| eudicotiledóneas \| \| \| \| |
|  |                                                                      |
|  | Ceratophyllales                                                      |
|  |                                                                      |
|  | eudicotiledóneas                                                     |
|  |                                                                      |

|  | Ceratophyllales  |
|  |                  |
|  | eudicotiledóneas |
|  |                  |

### Espécies
A divisão subgenérica do género Ceratophyllum nas suas espécies, subespécies e variedades apropriadamente reconhecidas não está estabelecida. Mais de 30 espécies foram descritas e publicadas. Uma interpretação restrita deste trabalho rejeita mais de 24 destes taxa como variantes, aceitando apenas 6 espécies. Esta interpretação restrita é tão limitada que não dá a estas espécies potenciais a importância taxonómica de serem nomeadas a um nível subespecífico ou varietal. Outras interpretações admitem de 5 até 10 espécies espécies no género Ceratophyllum. O género, definido desta forma restrita, contém as seis espécies seguintes:
- Ceratophyllum australe Griseb. —
- Ceratophyllum demersum L. — cosmopolita
- Ceratophyllum echinatum A.Gray — América do Norte
- Ceratophyllum muricatum Cham. — sub-cosmopolita
- Ceratophyllum platyacanthum Cham. — Europa e Ásia
- Ceratophyllum submersum L. — Europa, Médio oriente, Ásia Central, norte e centro da África, Flórida e República Dominicana
- Ceratophyllum tanaiticum Sapjegin —

A distribuição das diferentes espécies é a seguinte:
- Ceratophyllum demersum L.): espalhada por todo o mundo e inclui diversas variedades.[21][17]
- Ceratophyllum echinatum A.Gray: ocorre desde o oeste do Canadá até ao noroeste dos Estados Unidos e desde o centro e leste do Canadá até ao centro e leste dos Estados Unidos.[17]
- Ceratophyllum muricatum Cham.: distribuição é quase mundial, com três subespécies.[21][17]
  - Ceratophyllum muricatum subsp. australe (Griseb.) Les: ocorre no sudeste dos Estados Unidos, em Cuba e do centro e sul do México para a América do Sul tropical e Trinidad.[17] É também considerada por alguns autores como uma espécie distinta: Ceratophyllum australe. Griseb.[17]
  - Ceratophyllum muricatum subsp. kossinskyi (Kuzen.) Les: encontra-se presente desde o sudeste da Europa até à China.[17]
  - Ceratophyllum muricatum subsp. muricatum: encontra-se em África, na Ásia e nas ilhas do sudoeste do Oceano Pacífico.[17]
- Ceratophyllum platyacanthum Cham.:[20] compreende duas subespécies; a espécie é nativa das zonas temperadas da Eurásia,[17] mas no entanto, ambas as subespécies são consideradas por alguns autores como variedades de Ceratophyllum demersum.[17]
  - Ceratophyllum platyacanthum subsp. oryzetorum (Kom.) Les (sin.: Ceratophyllum demersum var. quadrispinum Makino): ocorre desde a Sibéria até à Ásia Oriental temperada.[17]
  - Ceratophyllum platyacanthum subsp. platyacanthum (sin.: Ceratophyllum demersum var. platyacanthum (Cham.) Wimm.): encontra-se na Europa Central e no Nordeste da Europa.[17]
- Ceratophyllum submersum L.:[20] distribui-se com duas variedades da Europa à Ásia Central, da África tropical à Península Arábica, no sudeste dos Estados Unidos e na Hispaniola.[17]
- Ceratophyllum tanaiticum Sapegin: ocorre na Europa Central Oriental e na Europa Oriental.[17]

## Classificação lineana do género
| Sistema | Classificação                     | Referência               |
| ------- | --------------------------------- | ------------------------ |
| Linné   | Classe Monoecia, ordem Polyandria | Species plantarum (1753) |